# Alturas (Florida)
Alturas ist  ein census-designated place (CDP) im Polk County im US-Bundesstaat Florida mit 4084 Einwohnern (Stand: 2020).

## Geographie
Alturas liegt rund 15 km östlich von Bartow sowie etwa 70 km östlich von Tampa.

## Demographische Daten
Laut der Volkszählung 2010 verteilten sich die damaligen 4185 Einwohner auf 1672 Haushalte. Die Bevölkerungsdichte lag bei 30 Einw./km2. 87,9 % der Bevölkerung bezeichneten sich als Weiße, 3,6 % als Afroamerikaner, 0,4 % als Indianer und 0,4 % als Asian Americans. 5,7 % gaben die Angehörigkeit zu einer anderen Ethnie und 1,9 % zu mehreren Ethnien an. 17,1 % der Bevölkerung bestand aus Hispanics oder Latinos.
Im Jahr 2010 lebten in 37,7 % aller Haushalte Kinder unter 18 Jahren sowie 27,3 % aller Haushalte Personen mit mindestens 65 Jahren. 77,8 % der Haushalte waren Familienhaushalte (bestehend aus verheirateten Paaren mit oder ohne Nachkommen bzw. einem Elternteil mit Nachkomme). Die durchschnittliche Größe eines Haushalts lag bei 2,93 Personen und die durchschnittliche Familiengröße bei 3,23 Personen.
29,6 % der Bevölkerung waren jünger als 20 Jahre, 22,0 % waren 20 bis 39 Jahre alt, 29,0 % waren 40 bis 59 Jahre alt und 19,6 % waren mindestens 60 Jahre alt. Das mittlere Alter betrug 39 Jahre. 51,5 % der Bevölkerung waren männlich und 48,5 % weiblich.
Das durchschnittliche Jahreseinkommen lag bei 42.250 $, dabei lebten 27,5 % der Bevölkerung unter der Armutsgrenze.